# Санди (тауншип, Миннесота)
Санди (англ. Sandy) — тауншип в округе Сент-Луис, Миннесота, США. На 2000 год его население составило 382 человека.

## География
По данным Бюро переписи населения США площадь тауншипа составляет 86,9 км², из которых 78,3 км² занимает суша, а 8,6 км² — вода (9,89 %).

## Демография
По данным переписи населения 2000 года здесь находились 382 человека, 162 домохозяйства и 115 семей.  Плотность населения —  4,9 чел./км².  На территории тауншипа расположено 170 построек со средней плотностью 2,2 построек на один квадратный километр. Расовый состав населения: 98,95 % белых, 0,52 % афроамериканцев и 0,52 % приходится на две или более других рас. Испанцы или латиноамериканцы любой расы составляли 0,52 % от популяции тауншипа.
Из 162 домохозяйств в 27,8 % воспитывались дети до 18 лет, в 61,7 % проживали супружеские пары, в 3,7 % проживали незамужние женщины и в 28,4 % домохозяйств проживали несемейные люди. 22,8 % домохозяйств состояли из одного человека, при том 8,0 % из — одиноких пожилых людей старше 65 лет. Средний размер домохозяйства — 2,36, а семьи — 2,78 человека.
21,2 % населения — младше 18 лет, 5,5 % — в возрасте от 18 до 24 лет, 28,0 % — от 25 до 44, 31,7 % — от 45 до 64, и 13,6 % — старше 65 лет. Средний возраст — 43 года. На каждые 100 женщин приходилось 113,4 мужчин.  На каждые 100 женщин старше 18 приходилось 107,6 мужчин.
Средний годовой доход домохозяйства составлял 44 048 долларов, а средний годовой доход семьи —  46 806 долларов. Средний доход мужчин —  44 167  долларов, в то время как у женщин — 26 563. Доход на душу населения составил 20 422 доллара. За чертой бедности находились 1,6 % семей и 4,1 % всего населения тауншипа, из которых 13,7 % старше 65 лет.